# Cohabitation (politique)
Pour les articles homonymes, voir Cohabitation.
 (mars 2024).
Si vous disposez d'ouvrages ou d'articles de référence ou si vous connaissez des sites web de qualité traitant du thème abordé ici, merci de compléter l'article en donnant les références utiles à sa vérifiabilité et en les liant à la section « Notes et références ».

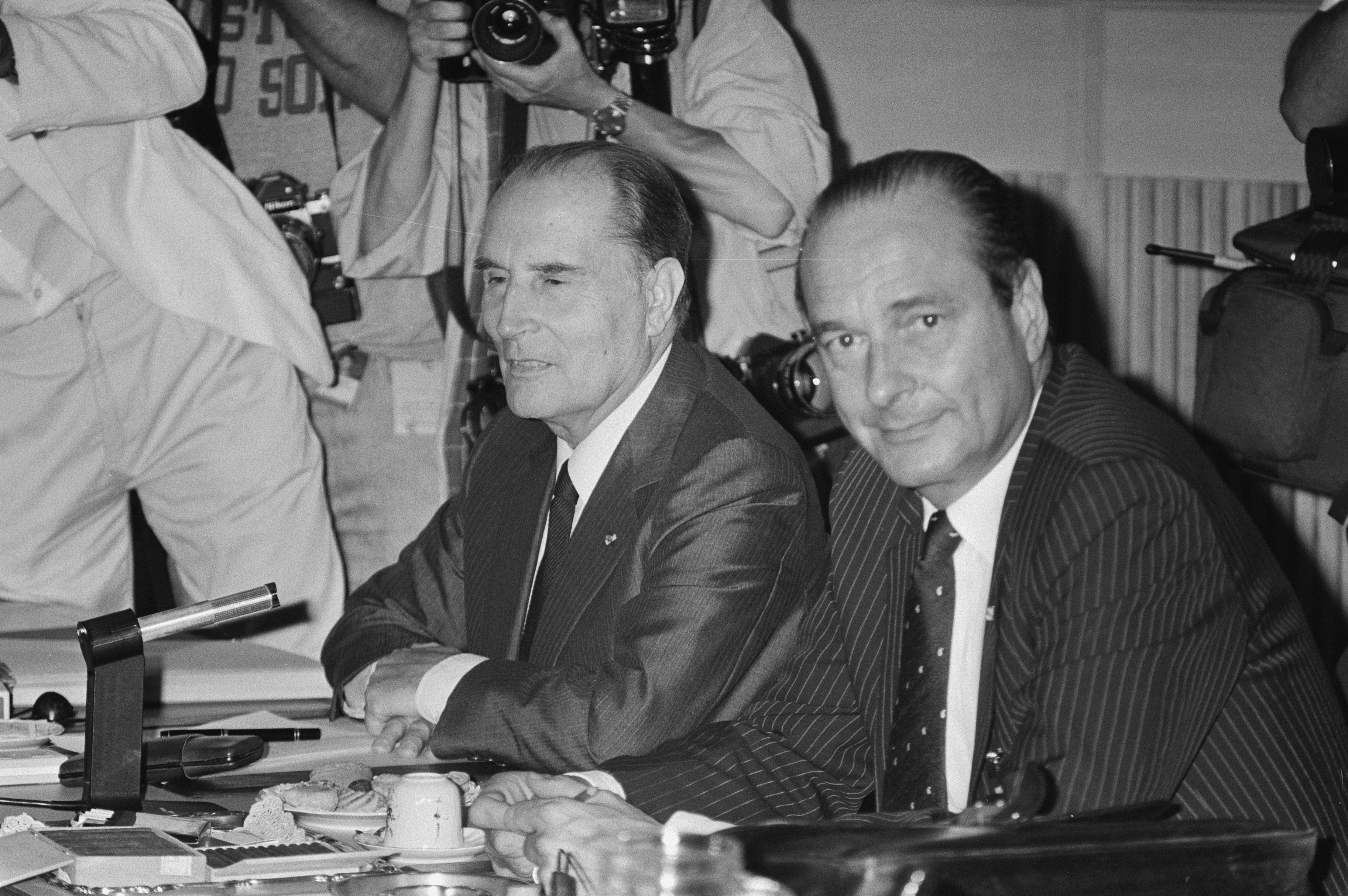
François Mitterrand et Jacques Chirac.

La cohabitation est la coexistence institutionnelle entre un chef d'État et un chef du gouvernement (issu de la majorité parlementaire) politiquement antagonistes.

## Exemples

### France
La cohabitation est envisagée en France, sous la Cinquième République, dès les années 1970. Elle ne devient effective toutefois qu'après les élections législatives françaises de 1986, lorsque Jacques Chirac est nommé Premier ministre et achève le premier septennat de François Mitterrand. Deux autres cohabitations suivront, l'une sous François Mitterrand, et l'autre durant la présidence de Jacques Chirac.

### Finlande
Dans le système finlandais, la constitution prévoit un exécutif à deux têtes, avec un président fort, chargé d'un « domaine réservé » (sécurité nationale et relations internationales), au-dessus des partis (en général il démissionne du parti dont il est issu pendant son mandat) et un Premier ministre, chef du gouvernement, chargé des affaires courantes. La révision constitutionnelle de 2000 a restreint les pouvoirs du président : désormais, il ne nomme plus le Premier ministre, celui-ci l'est par le Parlement. De plus, les mandats parlementaires et le mandat présidentiel n'ont pas la même durée (respectivement quatre et six ans). La cohabitation survient donc très fréquemment, d'autant plus que les partis politiques finlandais sont nombreux à pouvoir prétendre faire partie d'une coalition.

### Ukraine
L'Ukraine est également dotée d'un régime semi-présidentiel, avec un exécutif à deux têtes. En août 2006, le président Viktor Iouchtchenko s'est vu contraint de nommer Premier ministre son rival Viktor Ianoukovytch, dont le parti était arrivé en tête des élections législatives.